# Kibaha
Kibaha – miasto w Tanzanii, w regionie Pwani. Według danych szacunkowych na rok 2010 liczy 63 108 mieszkańców.